# Dąb (film)
Dąb (rum. Balanța) – rumuńsko-francuski dramat obyczajowy z 1992 roku w reżyserii Luciana Pintilie.
Pierwszy film, który po upadku rządów Nicolae Ceaușescu otworzył kinu rumuńskiemu drogę na salony europejskie. W 1992 reprezentował kinematografię rumuńską na 45. MFF w Cannes, gdzie zaprezentowano go w ramach pokazów pozakonkursowych.

## Fabuła
Fabuła filmu sięga do schyłku lat osiemdziesiątych, kiedy dogorywał system stworzony przez Ceaușescu. W tym filmie groźni nie są funkcjonariusze Securitate ani przedstawiciele partii przedstawieni z lekką nutą ironii. Groźne są wykreowane przez system zachowania społeczne: znieczulica, chciwość, brutalność, które wypełniają życie człowieka żyjącego w tym okresie. Lekarz, który zaprowadza porządek w szpitalu dzięki umiejętnościom bokserskim, wyzwolona i skłonna do anarchistycznych zachowań córka oficera Securitate czy też wierzący w możliwość wychowania geniuszy na ziemi rumuńskiej Titti tworzą galerię osobliwości, ale wyrażają bardzo zróżnicowane i oryginalne formy sprzeciwu wobec chorego systemu.

## Obsada
- Maia Morgenstern jako Nela
- Răzvan Vasilescu jako Mitica
- Dan Condurache jako prokurator
- Virgil Andriescu jako ojciec Neli
- Leopoldina Bălănuță jako matka Neli
- Alexandru Matei jako Butusina
- Magda Catone jako pielęgniarka
- Ionel Mihailescu jako Titi
- Mariana Mihuț jako popadia
- Victor Rebengiuc jako sołtys wsi
- Dorel Mihuț jako proboszcz
- Gheorghe Visu jako duchowny
- Stefan Radof jako sekretarz partii
- Dorina Lazăr
- Ion Pavlescu
- Vasile Popa
- Adrian Titieni

i inni

## Produkcja
Zdjęcia kręcono w Bukareszcie.

## Nagrody i wyróżnienia
W 1992 na MFF w Genewie Maia Morgenstern grająca główną rolę w filmie otrzymała nagrodę dla najlepszej aktorki. Rok później uhonorowano ją Europejską Nagrodą Filmową dla najlepszej aktorki i nagrodą Rumuńskiego Stowarzyszenia Filmowców.